# Sparmecke
Die Sparmecke  ist ein gut einen halben Kilometer langer Bach im Märkischen Oberland, der auf dem Gebiet der Kleinstadt Halver verläuft. Sie ist ein  südsüdwestlicher und orografisch linker Zufluss der Glör im nordrhein-westfälischen Märkischen Kreis.

## Geographie

### Verlauf
Die Sparmecke entspringt nordwestlich der Halverer Hofschaft Magdheide auf einer Höhe von etwa 382 m ü. NHN in Grünland.
Sie fließt zunächst stark begradigt etwa 150 m in östlicher Richtung, speist dann im Norden von Magdheide einen kleinen Fischteich und mündet schließlich auf einer Höhe von circa 356 m ü. NHN knapp 300 m östlich von Magdheide von links in die aus dem Südwesten heranziehende Glör. 
Der etwa 0,6 km langer Lauf der Sparmecke endet ungefähr 26 Höhenmeter unterhalb ihrer Quelle, sie hat somit ein mittleres Sohlgefälle von etwa 4,3 %.

### Einzugsgebiet
Das Einzugsgebiet der Sparmecke liegt im Märkischen Oberland und wird durch sie über die Glör, die Volme, die Ruhr und den Rhein zur Nordsee entwässert.